# Procope Ier de Constantinople
Procope Ier de Constantinople (en grec : Προκόπιος) fut patriarche de Constantinople du 30 juin ou 1er juillet 1785 au 30 avril 1789.